# خوان مارتينيز بريتو
خوان مارتينيز بريتو هو منافس ألعاب قوى كوبي، ولد في 17 مايو 1958 في Guanabacoa ‏ في كوبا.

## وصلات خارجية
- خوان مارتينيز بريتو على موقع الاتحاد الدولي لألعاب القوى (الإنجليزية)
- خوان مارتينيز بريتو على موقع اللجنة الأولمبية الدولية (الإنجليزية)
- خوان مارتينيز بريتو على موقع أوليمبيديا (الإنجليزية)